# パラプゾシア・(オースティニセラス)
パラプゾシア・(オースティニセラス)（学名：Parapuzosia (Austiniceras)）は、パラプゾシアの亜属で、殻は一般に大きく、適度に伸開線、高い渦で、狭く丸い腹面に収束する平坦または凸状の側面を備えている。一次肋はS字状または凹状。くびれが存在する場合はかなり浅かった。近縁の亜属であるパラプゾシア亜属P. (Parapuzosia)は、より楕円形の渦で、より強く真っ直ぐな一次肋、および滑らかな外側の渦を持つ点で異なった。
オースティニセラス亜属は長い時間範囲が記録されている。西ヨーロッパの前期セノマニアンから後期チューロニアン、マダガスカルのコニアシアンからカンパニアンの堆積物から発見されており、日本、北アフリカ、北米（テキサス州）で記録されている。